# 쇼트 로인

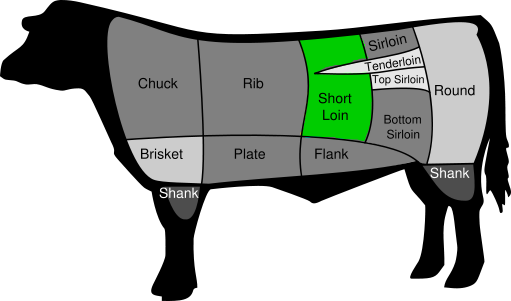
쇼트 로인

쇼트 로인(영어: short loin)은 서양식 쇠고기 부위이다. 등뼈의 일부를 담고있으며 상부 엉덩이살과 안심을 포함한다. 한국식 부위에서는 채끝과 갈비 일부에 해당한다. 이 부위를 통해 포터하우스(대형 비프스테이크), 스트립(캔자스시티 스트립, 뉴욕 스트립), 티본 등 여러 유형의 스테이크를 만들 수 있다. 티본은 포터하우스보다 안심의 양이 더 적은 부위이다.

## 같이 보기
- 갈비
- 보텀 서로인
- 서로인
- 등심
- 채끝
- 톱 서로인